# اتاق‌سرا (نوشهر)
اطاقسرا، روستایی است از توابع بخش کجور شهرستان نوشهر در استان مازندران ایران.

## جمعیت
این روستا در دهستان زانوس‌رستاق قرار دارد و براساس سرشماری مرکز آمار ایران در سال ۱۳۹۵، جمعیت آن بالای سی خانوار بوده‌است. مردم اتاق‌سرا از قومیت طبری هستند و به زبان طبری به گویش کجوری که به گویش مردم شهرستان نور و چالوس شباهت دارد صحبت می‌کنند.

## اماکن
در این روستا دو مقبره در کنار هم از حکام سلسله پادوسپانان (شهراگیم ساسانی و درویش رستم) که در رویان کهن به مرکزیت کجور حکومت می‌کردند قرار دارد. و در کنار آنها مسجدی با قدمت ۱۵۰ سال قرار دارد.

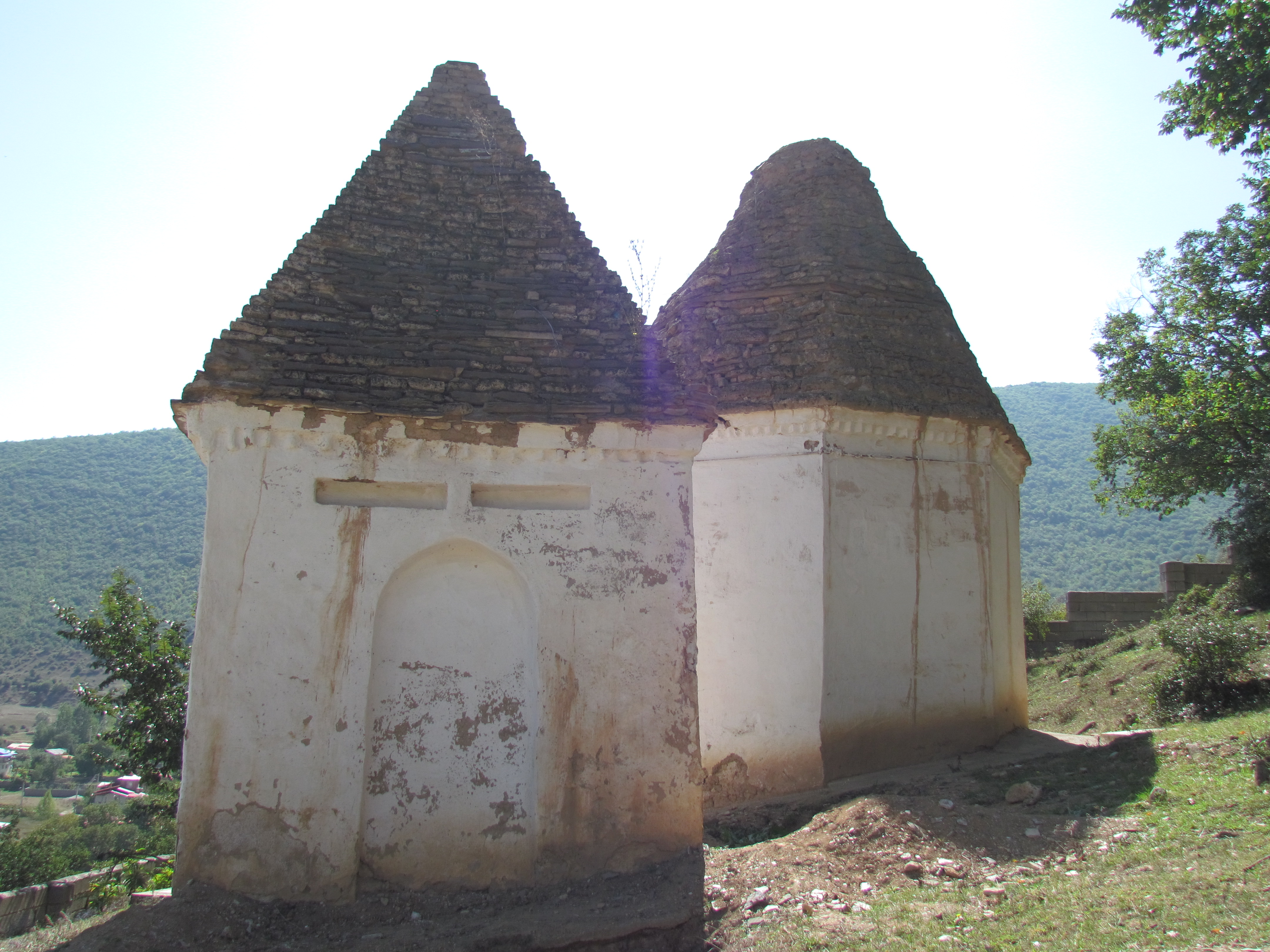
مقبره درویش امیر و شهراگیم